# Stevo Pendarovski
Stevo Pendarovski (makedonska: Стево Пендаровски), född 3 april 1963 i Skopje i dåvarande Jugoslavien, är en nordmakedonsk politiker. Den 12 maj 2019 efterträdde han Gjorge Ivanov som Nordmakedoniens president. Han satt på posten till 2024 då han efterträddes av Gordana Siljanovska-Davkova.